# Asemblea Popular Galega
La Asemblea Popular Galega (Asamblea Popular Gallega en castellano) (APG) fue una organización política creada el 10 de octubre de 1976 por un grupo escindido de la Asemblea Nacional-Popular Galega por considerar a esta última próxima a Unión do Povo Galego. Sus líderes eran Xan López Facal, César Portela, Carlos Vázquez y Mario López Rico y celebró su primer Congreso en diciembre de 1976. La APG apoyaba al Partido Socialista Galego y formaban parte de ella un sector escindido de las Comisions labregas denominado Comisións Labregas Terra y los Comités de Traballadores Galegos. Participó en la puesta en marcha de la revista Empeña (1976-1977). La APG dejó de existir el 4 de diciembre de 1977; ese mismo año parte de su militancia coláboró en la fundación del Partido Obreiro Galego (POG).
- Datos: Q8206393